# 大岩実
大岩 実（おおいわ みのる、1893年（明治26年）1月6日 - 1987年（昭和62年）1月3日）は、大日本帝国陸軍軍人。最終階級は陸軍少将。旧姓は糸雅。

## 経歴
1893年（明治26年）に高知県で生まれた。陸軍士官学校第26期卒業。1939年（昭和14年）3月に独立守備歩兵第2大隊長に就任し、1940年（昭和15年）3月9日に陸軍歩兵大佐進級と同時に歩兵第82連隊長（第12軍・第21師団・第21歩兵団）に着任。日中戦争に出動し、中原会戦などに参加した。1941年（昭和16年）10月に留守第20師団司令部附となり、京城帝国大学に配属され、1944年（昭和19年）2月に朝鮮軍司令部附に転じ、京城帝国大学配属が続いた。
1945年（昭和20年）1月26日に歩兵第69旅団長（支那派遣軍・第20軍・第64師団）に就任し、3月1日に陸軍少将に進級。長沙周辺の守備に任じ終戦を迎えた。
1947年（昭和22年）11月28日、公職追放仮指定を受けた。